# كابتن بيفهارت
دون فان فليت (ولد باسم دون غلين فليت, 15 يناير 1941- 17 ديسمبر 2010) مغني أمريكي وكاتب أغاني يعزف على العديد من الآلات الموسيقية وفنان تصويري اشتهر على المسرح باسم كابتن بيفهارت. قاد فرقة موسيقية دوارة عرفت باسم ذا ماجيك باند، وسجل معها 13 ألبوم في الاستديو بين عامي 1967 و1982. مازجت موسيقاه بين عناصر البلوز والجاز الحر والروك والمؤلفات الموسيقية الرائدة مع إيقاعات متفردة وتورية عبثية وصوت صارخ أجش، بالإضافة إلى مداه الصوتي الواسع المزعوم. فعلى الرغم من تنوع العديد من التقارير بخصوص هذا المدى الصوتي، إلا أنه تراوح بين ثلاثة اوكتافات إلى سبعة ونصف. عرف بيفهارت بشخصيته الغامضة ولطالما نسج الأساطير حول حياته، وعرف كذلك بممارسته سلطة ديكتاتورية تقريبًا على الموسيقيين المرافقين له. على الرغم من أن بيفهارت حقق نجاحًا تجاريًا ضئيلًا، إلا أنه حافظ على جماعة تابعة له كمؤثر، جماعة من فناني الروك والبانك التجريبيين.
كان فان فليت طفلًا معجزة في النحت خلال طفولته، وطور في سنوات المراهقة ذوقًا موسيقيًا انتقائيًا في لانكستر، كاليفورنيا، وكون صداقة «مفيدة للطرفين ولكنها متقلبة» مع الموسيقي فرانك زابا، الذي تنافس وتعاون معه بشكل متقطع. بدأ يقدم عروضه المسرحية باسم كابتن بيفهارت في عام 1964 وانضم إلى صفوف فرقة ماجيك باند الأصلية التي بدأها أليكسس سنوفر في العام نفسه. أطلقت المجموعة باكورة أعمالها من خلال ألبوم حمل اسم سيف آز ميلك عام 1967 مع تسجيلات بوذا. بعد رفض شركتي تسجيلات تباعًا التوقيع مع الفرقة، وقعت الفرقة عقدًا مع شركة زابا ستريت ريكوردس، حيث أصدرت ألبوم تراوت ماسك ريبليكا عام 1969. سيحل هذا الألبوم لاحقًا في المرتبة 58 ضمن قائمة أعظم 500 ألبوم في التاريخ ضمن مجلة رولينغ ستون عام 2003. في عام 1974، وبسبب الإحباط الذي أصاب فان فليت نتيجة افتقاره إلى النجاح التجاري، سعى خلف موسيقا الروك الأكثر تقليدية، ولكن الألبومات التي تلت ذلك تعرضت لانتقادات شديدة، فقادت هذه الحركة بالإضافة إلى عدم تلقي الفرقة أجرًا مقابل جولة أوروبية قامت بها، والمعاناة لسنوات من سوء معاملة بيفهارت، قاد كل ذلك إلى انسحاب الفرقة.
شكل بيفهارت أخيرًا فرقة ماجيك باند جديدة مع مجموعة من موسيقيين أصغر واستعاد حصوله على استحسان هام عبر ثلاثة ألبومات أخيرة: شايني بيست (1978)، ودوك أت ذا رادار ستايشن (1980)، وآيس كريم فور كرو (1982). كان لفان فليت القليل من الظهور العام بعد تقاعده كموسيقي في عام 1982. دخل فان بعد ذلك في مجال الفن، وهو اهتمام يعود في الأصل إلى موهبة طفولية في النحت، وكذلك مشروع مجازفة تبين أنه الأكثر أمانًا من الناحية المالية له. جلبت لوحات فان فليت التجريدية التعبيرية ورسوماته أسعارًا مرتفعة، وعرضت ضمن معارض فنية ومتاحف في جميع أنحاء العالم. توفي فان فليت في عام 2010 بعد معاناته لسنوات من التصلب اللويحي المتعدد.

## سيرة ذاتية

### النشأة وتأثيرات موسيقية ,62-1941
ولد فان فليت باسم دون غلين فليت في غلينديل، كاليفورنيا، في 15 يناير 1941. كان والده غلين ألونزو فليت، صاحب محطة وقود، أمريكي من أصل هولندي من كانساس، أما والدته ويلي سيو فليت (ني وارفيلد) فكانت من أركانساس. قال فان فليت أنه ينحدر من بيتر فان فليت، وهو رسام هولندي كان على معرفة بريمبراندت. وقال أيضًا أنه على قرابة مع المغامر والمؤلف ريتشارد هاليبيرتون وممثل أفلام رعاة البقر سليم بيكينز، وأنه يتذكر يوم مولده. 
بدأ فان فليت الرسم والنحت في عمر الثالثة. عكست أعماله «هوسه» بالحيوانات وبشكل خاص الديناصورات والأسماك والثدييات الأفريقية والليموريات. فاز في عمر التاسعة بمسابقة نحت للأطفال نظمها المدرس الخاص المحلي أغوستينو رودريغيز لصالح حديقة الحيوانات في لوس أنجلس في غريفيث بارك.